# The Clue!
The Clue! (noto come Der Clou! in Austria) è un videogioco pubblicato nel 1994 per Amiga, Amiga CD32 e MS-DOS, ispirato al videogioco del 1986 They Stole a Million. Fa parte di una serie di due giochi, con il seguito uscito nel 2001, sotto il nome The Sting! o Der Clou 2!. Nel 2000 il codice sorgente venne distribuito al pubblico.
Da allora il gioco è stato reso compatibile con alcune piattaforme moderne (Windows, Linux) via SDL e riceve ancora aggiornamenti dalla community del gioco (2015).
The Clue! è un gioco di avventura, in cui si vestono i panni di Matt Stuvysant, uno scassinatore, a cui non bastano i vestiti che ha addosso e una stanza in un hotel di Holland Street. Il giocatore deve trovare complici, potenziali vittime e escogitare piani per i colpi, nei minimi dettagli. Il gioco si serve della classica interfaccia punta e clicca durante le indagini, mentre lo sviluppo di piani permette anche l'utilizzo della tastiera, per cambiare i movimenti programmati dei complici.

## Trama
The Clue! è ambientato nel 1953, poco dopo la seconda guerra mondiale, nelle strade di Londra e nella campagna attorno ad essa. Tra le ambientazioni del gioco ci sono anche luoghi ed edifici storici realmente esistenti, come ad esempio la Stazione di Londra Victoria o la tomba di Karl Marx al cimitero di Highgate, oltre ad altri fittizi.
Il protagonista è Matt Stuvysant, un giovane aspirante criminale che si fa strada nel cupo mondo underground di Londra. Può interagire con altri personaggi nei vari pub e bar presenti. La maggior parte dei PNG può essere reclutata per farci una rapina assieme.
La storia inizia con Matt Stuvysant che arriva alla Stazione di Londra Victoria. Poco dopo essersi sistemato nell'hotel Ugly dog su Holland street, viene contattato da un vecchio amico di suo padre, Herbert Briggs, un noto scassinatore.

## Modalità di gioco
The Clue! è un misto tra vari tipi di generi di videogiochi. Può essere considerato un gioco di ruolo e avventura, con elementi tattici/strategici e rompicapo, sotto forma di furti con scasso. Ci sono due modalità diverse: per la maggior parte del tempo, il giocatore viaggia per Londra, parlando con le persone, mediante una classica interfaccia da punta e clicca, mentre una visuale dall'alto, più strategica, viene usata per la pianificazione dei colpi.
La modalità avventura è caratterizzata da immagini statiche che rappresentano le varie ambientazioni del gioco, con un menù per controllare le azioni di Matt. In questa modalità il giocatore può acquistare e vendere automobili, strumenti e altro equipaggiamento utile ai suoi scopi, recluta i complici e esplora alla ricerca di potenziali obbiettivi. Tutti i dati importanti, come quantità di denaro, descrizione degli utensili, auto, malloppo, ecc. possono essere controllati in ogni momento, tramite il menù Think ("Pensa"). Prima di entrare in azione, il giocatore deve raccogliere tutte le informazioni necessarie investigando sulla scena. Un'auto e almeno un complice capace di guidare sono obbligatori.
Dopo aver soddisfatto queste condizioni, il giocatore può passare alla modalità pianificazione selezionando l'opzione Planning quando si è nella stanza dell'hotel. A questo punto si scelgono l'auto per la fuga, i complici e l'autista. Nella fase finale della pianificazione, il giocatore può controllare i movimenti dei ladri con la tastiera e sistemare i dettagli del piano in tempo reale.
Il bottino dei colpi può essere venduto solo a uno dei tre commercianti disponibili, per guadagnare denaro. Ogni negoziante è specializzato in beni diversi e non accetterà, o pagherà meno, altri tipi di merce.
Componenti fondamentali del gioco sono le abilità, come guida, scasso o elettronica, che influenzano il tempo necessario a completare specifiche mansioni. L'efficacia di certe azioni e strumenti dipende dall'abilità della persona che ne fa utilizzo (per esempio usare uno stetoscopio per aprire una cassaforte richiede un'abilità maggiore di quella richiesta per utilizzare una fiamma ossidrica per lo stesso lavoro). I partecipanti a una rapina di successo migliorano anche le loro abilità. Oltre alle abilità, ogni personaggio ha anche varie caratteristiche personali quali destrezza, lealtà, avidità o sangue freddo. Questi tratti influenzano cose come la porzione del bottino, quante tracce la persona lascia sulla scena o se tradisce o meno i suoi complici una volta catturata dalla polizia.